# Округ Китсап (Вашингтон)
Китсап (енгл. Kitsap County) је округ у америчкој савезној држави Вашингтон.

## Демографија
По попису из 2010. године број становника је 251.133, што је 19.164 (8,3%) становника више него 2000. године.
| Група             | 2000.           | 2010.           |
| Белци             | 190.751 (82,2%) | 198.745 (79,1%) |
| Афроамериканци    | 6.648 (2,9%)    | 6.650 (2,6%)    |
| Азијати           | 10.192 (4,4%)   | 12.396 (4,9%)   |
| Хиспаноамериканци | 9.609 (4,1%)    | 15.686 (6,2%)   |
| Укупно            | 231.969         | 251.133         |